# Palais de Tokyo

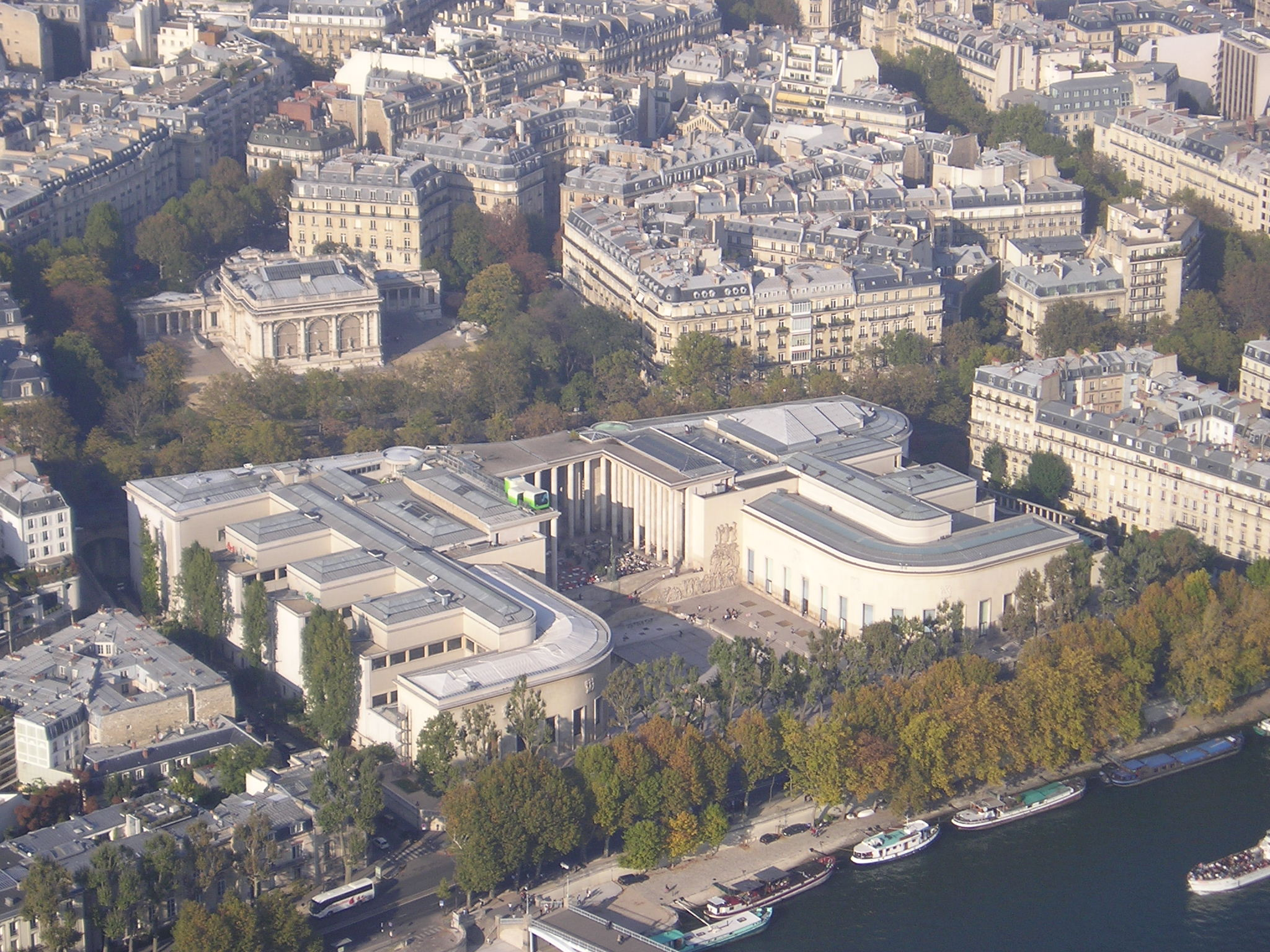
Widok z lotu ptaka na Palais de Tokyo. Skrzydło wschodnie (w prawej) zajmuje Musée d'art moderne

Palais de Tokyo – budynek poświęcony sztuce współczesnej (jego pierwsza nazwa to Palais des Musées d'art moderne), znajdujący się w Paryżu przy avenue du Président-Wilson 13 (16. dzielnica).
We wschodnim skrzydle budynku znajduje się Musée d'art moderne de la Ville de Paris, a w zachodnim od 2002 centrum sztuki współczesnej Palais de Tokio/Site de création contemporaine.
Przed wybudowaniem pałacu, w miejscu wschodniego skrzydła, do 1936 mieściła się Ambasada RP.